# Jordi Viladoms Dieste
Jordi Viladoms Dieste (Sant Vicenç de Castellet, 1967 — 5 de juliol de 2025) fou un dibuixant i il·lustrador català. Col·laborador habitual de la revista Cavall Fort, és conegut especialment per haver creat els personatges de Pesquis i Baliga i En Pere sense por.
Va cursar estudis de Belles Arts i es va formar a l’Escola Massana. Al llarg de la seva trajectòria professional, va col·laborar amb mitjans i editorials com La Vanguardia, La Galera, Laertes, Publicacions de l’Abadia de Montserrat i Text. Entre les seves obres publicades destaquen Aventures d'en Perot Marrasquí, de Carles Riba (PAM, 1993), i Nil al museu (La Galera, 1997), obra de text i il·lustració pròpies. També va ser autor del personatge de còmic Pere sense por, publicat al Tatano des de 1993, amb guions de Teresa Duran i Albert Jané. Fou l’autor de la portada del primer número de la revista el Tatano.
Viladoms va mantenir un vincle destacat amb la seva vila natal, Sant Vicenç de Castellet, especialment durant la seva joventut. Va ser membre actiu de la Colla de Geganters des de la seva fundació l’any 1984, on va exercir com a músic, portador i il·lustrador. Se li atribueix la cartelleria de diversos esdeveniments de l’entitat i el disseny del símbol del Correfoc, així com de quatre figures geganteres: els dimonis Malparit i Figaflor, i els gegantons dimoniets Nen i Nena. L’any 2009, amb motiu del 25è aniversari de la colla, va ser homenatjat per la seva contribució. També va realitzar dibuixos per al Club Hoquei Castellet i la Punk Trail.